# Diebsteig
Das Gebiet Diebsteig ist ein mit Verordnung vom 4. September 1972 durch die Körperschaftsforstdirektion Tübingen ausgewiesener Schonwald (Schutzgebiet-Nummer 200011) in Baden-Württemberg.

## Lage
Der Schonwald umfasst einen Teil des Schönbuchs südlich von Altdorf. Das Schutzgebiet liegt südlich der Gemeinde Altdorf. Es liegt im Staatswald Tübingen-Bebenhausen im Distrikt 4 „Weil“, Abteilungen 45, 48, 51, 57, 58, 61. Es umfasst Teile eines Flurstücks auf der Gemarkung Altdorf und es umfasst Teile eines Flurstücks auf der Gemarkung Ammerbuch.
Der Schonwald liegt im Landschaftsschutzgebiet Schönbuch. Er ist Teil des Vogelschutzgebiets Schönbuch und er ist Teil des FFH-Gebiets Schönbuch.

## Schutzzweck
Der Schutzzweck des Schonwalds ist gemäß Schutzgebietsverordnung
- die weitere natürliche Entwicklung eines aus ehemaligen Hutewaldungen hervorgegangenen Waldbildes vorwiegend mit Eiche, Buche und Hainbuche;
- die Erhaltung des Lebensraumtyps „Sternmieren-Eichen-Hainbuchenwald“.

## Betreuung
Wissenschaftlich betreut wird der Schonwald durch die Forstliche Versuchs- und Forschungsanstalt Baden-Württemberg (BVA).